# Peter O'Toole
Pour les articles homonymes, voir O'Toole.
Peter O'Toole est un acteur britannique et irlandais né le 2 août 1932 à Leeds (Yorkshire) et mort le 14 décembre 2013 à Londres. Il est considéré comme un « monstre sacré » du théâtre et du cinéma britannique. Formé à la Royal Academy of Dramatic Art, il commence à travailler au théâtre, devenant reconnu comme acteur shakespearien au Bristol Old Vic et avec l'English Stage Company. En 1959, il fait ses débuts à West End avec The Long and the Short and the Tall (en), et joue le rôle-titre dans Hamlet dans la première production du National Theatre en 1963. Excellant sur la scène londonienne, O'Toole est connu pour son style de vie « infernal ».
Faisant ses débuts au cinéma en 1959, il acquiert une reconnaissance internationale en incarnant Thomas Edward Lawrence dans Lawrence d'Arabie (1962) pour lequel il reçoit sa première nomination à l'Oscar du meilleur acteur. Il est nommé sept fois supplémentaires à ce prix, pour son rôle d'Henri II dans Becket (1964) et Le Lion en hiver (1968), et pour Goodbye, Mr. Chips (1969), Dieu et mon droit (1972), Le Diable en boîte (1980), Où est passée mon idole ? (1982), et Venus (2006) - et détient le record du plus grand nombre de nominations aux Oscars sans victoire pour un acteur (à égalité avec Glenn Close). En 2002, il reçoit un Oscar d'honneur pour l'ensemble de sa carrière.
O'Toole a reçu quatre Golden Globes, un BAFTA et un Primetime Emmy Award. Il est aussi connu pour ses rôles dans Quoi de neuf, Pussycat ? (1965), Comment voler un million de dollars (1966), Supergirl (1984), et des rôles mineurs dans Le Dernier Empereur (1987) et Troie (2004). Il a également doublé Anton Ego, le critique gastronomique dans Ratatouille (2007) de Pixar.

## Biographie

### Jeunesse
Peter Seamus O'Toole naît à Leeds dans le Yorkshire en Angleterre. Son père, Patrick Joseph “Spats” O'Toole, était joueur invétéré et bookmaker irlandais, tandis que sa mère Constance Jane Eliot (née Ferguson), était une nurse écossaise.
Il passe son enfance dans le Kerry en Irlande, puis à Dublin.
En 1946, à 14 ans, il commence à travailler comme garçon de bureau puis comme journaliste à Leeds pour le journal Yorkshire News.
En 1949, il est encouragé par un ami comédien et commence une carrière théâtrale à 17 ans au Théâtre municipal de Leeds.
En 1950, à 18 ans, il fait son service militaire dans la Royal Navy pendant deux ans.

### Comédien shakespearien
En 1952, il a alors 20 ans et obtient une bourse pour suivre pendant deux ans les cours de la prestigieuse Académie royale d'Art dramatique de Londres, avec Alan Bates et Richard Harris comme camarades de promotion.
En 1954, à 22 ans, il devient membre, élève et comédien shakespearien de la prestigieuse Royal Shakespeare Company du Bristol Old Vic et de son école, la Bristol Old Vic Theatre School (le plus ancien théâtre institutionnel du Royaume-Uni à Bristol dans le Gloucestershire), où il joue une soixantaine de pièces de théâtre, dont les grands classiques de la comédie anglaise : Le Roi Lear, Othello, Hamlet, Macbeth, Roméo et Juliette, Jules César de William Shakespeare, Volpone de Ben Jonson, Major Barbara de George Bernard Shaw, La Paix du dimanche de John Osborne, etc.
En 1956, il joue dans des comédies musicales à Londres : Oh, My Papa…
En 1958, à 26 ans, il joue aux côtés de la comédienne Siân Phillips. En 1959, à 27 ans, il obtient son premier grand triomphe avec la pièce The Long and the Short and the Tall.
Il est apparu dans plus de quatre-vingts rôles de répertoire et il est sacré meilleur acteur de la scène anglaise par un Evening Standard Award, par une critique enthousiaste. Il joue pour la première fois pour le cinéma avec trois rôles secondaires et fonde la société de production Keep Films pour autoproduire certaines de ses prestations.

### Acteur de cinéma
En 1960, à 28 ans, il joue ses premiers grands rôles au cinéma dans les films L'Enlèvement de David Balfour de Robert Stevenson et Les Dents du diable de Nicholas Ray.

#### Succès international du filmLawrence d'Arabie

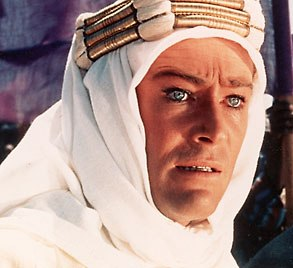
O'Toole dans Lawrence d'Arabie.

En 1962, à 30 ans, c'est la consécration de sa vie. Sam Spiegel et David Lean cherchent désespérément un acteur pour incarner l'héroïque et charismatique colonel et écrivain britannique Thomas Edward Lawrence (Lawrence d'Arabie). Après le refus de Marlon Brando, il est choisi pour le rôle dans Lawrence d'Arabie, incarnation cinématographique qui lui vaut d'entrer dans la légende du cinéma mondial avec son partenaire Omar Sharif. Le tournage dure deux ans.

#### Suite de carrière
En 1962, à la suite de son succès mondial, il joue la même année le rôle du roi Henri II d'Angleterre dans le film Becket de Peter Glenville aux côtés de Richard Burton et John Gielgud, formant sur scène un trio d'acteurs britanniques au sommet de leur notoriété. Il reçoit pour ce rôle la récompense hollywoodienne du Golden Globe Award du meilleur acteur dans un film dramatique 1965.
Il continue alors à enchaîner une colossale carrière, surtout au Royaume-Uni, de nombreux grands rôles très diversifiés, partagés entre les planches du théâtre et le cinéma, des comédies, plus de 80 films des plus épiques aux plus insignifiants, et plus de 80 rôles au théâtre en passant par les grands classiques, notamment Hamlet et Macbeth de William Shakespeare. En 1981, il interprète le général romain Flavius Silva dans la mini-série américaine Masada. En 1987, il interprète Reginald Johnston, le précepteur de l'empereur de chine Puyi, dans Le Dernier Empereur.
En 2002, à la suite de la mort de Richard Harris, il est pressenti, au même titre que Michael Gambon, Christopher Lee et Ian McKellen, pour reprendre le rôle d'Albus Dumbledore dans la saga Harry Potter. C'est finalement Michael Gambon qui obtient le rôle.
En 2003, à 71 ans, après avoir été nommé sept fois aux Oscars depuis Lawrence d'Arabie sans avoir obtenu cette récompense, il reçoit un Oscar d'honneur pour l'ensemble de sa carrière. Cette même année, Peter O'Toole incarne le Président et Maréchal Paul von Hindenburg, et donne la réplique à Robert Carlyle, incarnant Hitler dans le téléfilm homonyme Hitler : la Naissance du mal. Il apparaît affaibli et tremblant, ses traits profondément marqués par l'âge et l'alcoolisme[réf. nécessaire].
En 2004, il incarne le roi Priam dans le péplum à succès Troie.
En 2008, il incarne dans la série Les Tudors, en tant que vedette invitée, le pape Paul III, opposé au divorce et remariage d'Henry VIII d'Angleterre.
Il publie son autobiographie en deux volumes. Le 10 juillet 2012, il annonce qu'il se retire du cinéma et du théâtre.
Il meurt des suites d'un cancer de l'estomac, le 14 décembre 2013, au Wellington Hospital à St John's Wood, Londres.

### Vie privée
Peter O'Toole se marie en 1959 avec la comédienne Siân Phillips ; ils divorcent vingt ans plus tard, en 1979. Ils ont eu deux filles ensemble, Kate, actrice, et Patricia. Avec sa compagne Karen Brown, il a un fils prénommé Lorcan, né en 1983 et également acteur. Par ailleurs, tout au long de sa vie, il a rencontré des problèmes avec l'alcool et a été sujet à un état dépressif chronique.

## Filmographie sélective

### Cinéma
- 1960 : L'Enlèvement de David Balfour (Kidnapped) de Robert Stevenson : Robin Mac Gregor
- 1960 : Les Dents du diable (The savage innocents) de Nicholas Ray : First Trooper
- 1960 : Le Jour où l'on dévalisa la banque d'Angleterre (The Day They Robbed the Bank of England) de John Guillermin : Captain Fitch
- 1962 : Lawrence d'Arabie (Lawrence of Arabia) de David Lean : T.E. Lawrence
- 1964 : Becket de Peter Glenville : Henri II
- 1965 : Lord Jim de Richard Brooks : Lord Jim
- 1965 : Quoi de neuf, Pussycat ? (What's New, Pussycat?) de Clive Donner : Michael James
- 1966 : Comment voler un million de dollars (How To Steal A Million?) de William Wyler : Simon Dermott
- 1966 : La Bible (La Bibbia / The Bible) de John Huston : le messager
- 1967 : Casino Royale de John Huston : Corbett
- 1967 : La Nuit des généraux (The Night Of The Generals) d'Anatole Litvak : général Tanz
- 1968 : La Grande Catherine (Great Catherine) de Gordon Flemyng : capitaine Charles Edstaston
- 1968 : Le Lion en hiver (The lion In Winter) de Anthony Harvey : Henri II
- 1969 : Goodbye, Mr. Chips de Herbert Ross : Arthur Chipping
- 1970 : Country Dance de J. Lee Thompson : Sir Charles Henry Arbuthnot Pinkerton Ferguson
- 1971 : La Guerre de Murphy de Peter Yates : Murphy
- 1972 : Dieu et mon droit de Peter Medak : Jack Arnold Alexander Tancred Gurney
- 1972 : L'Homme de la Manche d'Arthur Hiller : Don Quichotte
- 1972 : Au bois lacté (Under Milk Wood) d'Andrew Sinclair : capitaine Tom Cat
- 1975 : L'Île du maître (Man Friday) de Jack Gold : Robinson Crusoé
- 1975 : Rosebud d'Otto Preminger : Larry Martin
- 1976 : Foxtrot d'Arturo Ripstein : Liviu
- 1978 : Le Jeu de la puissance de Martyn Burke : colonel Zeller
- 1979 : L'Ultime Attaque de Douglas Hickox : Lord Chelmsford
- 1979 : Caligula de Tinto Brass : Tibère
- 1980 : Le Diable en boîte de Richard Rush : Eli Cross
- 1981 : Masada : Lucius Flavius Silva
- 1982 : Où est passée mon idole ? de Richard Benjamin : Alan Swann
- 1984 : Supergirl de Jeannot Szwarc : Zaltar
- 1985 : Creator de Ivan Passer : Harry
- 1986 : Club Paradis de Harold Ramis : gouverneur Anthony Cloyden Hayes
- 1987 : Le Dernier Empereur de Bernardo Bertolucci : Reginald F. Johnston
- 1988 : High Spirits de Neil Jordan : Peter Plunkett
- 1989 : Par une nuit de clair de lune (In una notte di chiaro di luna) de Lina Wertmüller : Prof. Yan McShoul
- 1990 : Les Ailes de la renommée (Wings Of Fame) d'Otakar Votocek : César Valentin
- 1990 : Le Voleur d'arc-en-ciel d'Alejandro Jodorowsky : prince Meleagre
- 1990 : Le Prince Casse-Noisette de Paul Schilbi :
- 1991 : Isabelle Eberhardt de Ian Pringle : Major Lyautey
- 1991 : King Ralph de David S. Ward : Sir Cedric Willingham
- 1992 : The Seventh Coin de Dror Soref : Emil Saber
- 1997 : Le Mystère des fées : Une histoire vraie de Charles Sturridge : Sir Arthur Conan Doyle
- 1998 : Phantoms de Joe Chappelle : Timothy Flyte
- 1999 : Molokai: The Story of Father Damien de Paul Cox : William Williamson
- 2001 : The final curtain de Patrick Harkins : J.J. Curtis
- 2002 : Rock my world ou Global Heresy de Sidney J. Furie : Lord Foxley
- 2003 : Bright Young Things de Stephen Fry : colonel Blount
- 2004 : Troie de Wolfgang Petersen : le roi Priam
- 2005 : Lassie de Charles Sturridge : le duc
- 2006 : Esther, reine de Perse : Samuel
- 2006 : Venus de Roger Michell : Maurice
- 2007 : Ratatouille de Brad Bird : Anton Ego (voix)
- 2007 : Stardust, le mystère de l'étoile de Matthew Vaughn : roi de Stormhold
- 2008 : Dean Spanley de Toa Fraser
- 2008 : Les Toiles de Noël (Christmas Cottage) de Michael Campus
- 2012 : Cristeros de Dean Wright : Père Christopher
- 2014 : Katherine of Alexandria de Michael Redwood
- 2015 : The Whole World at Our Feet de Salamat Mukhammed-Ali : Tugboat

### Télévision
- 1976 : Rogue Male de Clive Donner : Sir Robert Hunter
- 1981 : Masada de Boris Sagal : général Lucius Flavius Silva
- 1983 : Svengali (téléfilm) d'Anthony Harvey
- 1990 : Au loin la liberté (Crossing to Freedom) (téléfilm) : John Sidney Howard
- 1996 : Les Voyages de Gulliver de Charles Sturridge : empereur de Lilliput
- 1998 : La Dynastie des Carey-Lewis : Le Grand Retour (Coming Home) de Giles Foster : Colonel Carey-Lewis
- 1999 : Jeanne d'Arc (Joan of Arc) de Christian Duguay : l'évêque Pierre Cauchon
- 2002 : Le Rideau final (The Final Curtain) de Patrick Harkins : J.J. Curtis
- 2003 : Hitler : La Naissance du mal (Hitler : the Rise of Evil) de Christian Duguay : le président Paul von Hindenburg
- 2003 : Imperium : Augustus de Roger Young : Auguste
- 2005 : Casanova de Russell T Davies : vieux Casanova
- 2008 : Les Tudors (The Tudors) (saison 2) : pape Paul III
- 2009 : Iron Road

## Distinctions

### Récompenses
- British Academy Film Awards 1963 : Meilleur acteur pour Lawrence d'Arabie
- Golden Globes 1963 : Meilleur acteur dans un film dramatique pour Lawrence d'Arabie
- Golden Globes 1964 : Meilleur acteur dans un film dramatique  pour Becket
- Golden Globes 1969 : Meilleur acteur dans un film dramatique pour Le Lion en hiver
- Golden Globes 1970 : meilleur acteur dans un film musical ou une comédie pour Goodbye, Mr. Chips
- National Board of Review Awards 1970 : Meilleur acteur pour Goodbye, Mr. Chips
- National Board of Review Awards 1972 : Meilleur acteur pour Dieu et mon droit et pour L'Homme de la Manche
- David di Donatello 1988 : Meilleur acteur dans un second rôle pour Le Dernier Empereur
- Laurence Olivier Awards 1989 : meilleur acteur dans un téléfilm dramatique pour Jeffrey Bernard is Unwell
- Primetime Emmy Awards 1999 : Meilleur acteur dans un second rôle dans une mini-série ou un téléfilm pour Jeanne d'Arc
- Oscars 2003 : Oscar d'honneur
- Irish Film and Television Awards 2009 : meilleur acteur dans un second rôle dans une série télévisée dramatique pour Les Tudors
- Hollywood Reel Independent Film Festival 2013 : Prix pour des contributions exceptionnelles à l’art d’agir au cours d’une carrière toujours distinguée

### Nominations
- Laurel Awards 1963 : meilleure performance dramatique pour Lawrence d'Arabie
- Oscars 1963 : Meilleur acteur pour Lawrence d'Arabie
- Laurel Awards 1965 : meilleure performance dramatique pour Becket
- Oscars 1965 : Meilleur acteur pour Becket
- Oscars 1969 : Meilleur acteur pour Le Lion en hiver
- Oscars 1970 : Meilleur acteur pour Goodbye, Mr. Chips
- Oscars 1973 : Meilleur acteur pour Dieu et mon droit
- Oscars 1981 : Meilleur acteur pour Le Diable en boîte
- Los Angeles Film Critics Association Awards 1982 : Meilleur acteur pour Où est passée mon idole ?
- Oscars 1983 : Meilleur acteur pour Où est passée mon idole ?
- British Independent Film Awards 2006 : meilleur acteur pour Venus
- Chicago Film Critics Association Awards 2006 : Meilleur acteur pour Venus
- Dallas-Fort Worth Film Critics Association Awards 2006 : meilleur acteur pour Venus
- Satellite Awards 2006 : Meilleur acteur pour Venus
- AARP Movies for Grownups Awards 2007 : meilleur acteur pour Venus
- Critics' Choice Movie Awards 2007 : Meilleur acteur pour Venus
- Golden Globes 2007 : Meilleur acteur pour Venus
- National Society of Film Critics Awards 2007 : Meilleur acteur pour Venus
- Online Film & Television Association Awards 2007 : meilleur acteur pour Venus
- Oscars 2007 : Meilleur acteur pour Venus
- Screen Actors Guild Awards 2007 : Meilleur acteur dans un premier rôle pour Venus
- Irish Film and Television Awards 2009 : meilleur acteur dans un second rôle pour Dean Spanley
- London Critics Circle Film Awards 2009 : acteur britannique de l'année dans un second rôle pour Dean Spanley
- Monte-Carlo TV Festival 2009 : Prix Golden Nymph du meilleur acteur dans un second rôle dans une série télévisée dramatique pour Les Tudors

## Voix françaises
En France, Peter O'Toole a eu diverses voix françaises, Gabriel Cattand étant la plus régulière.